# Fossieux

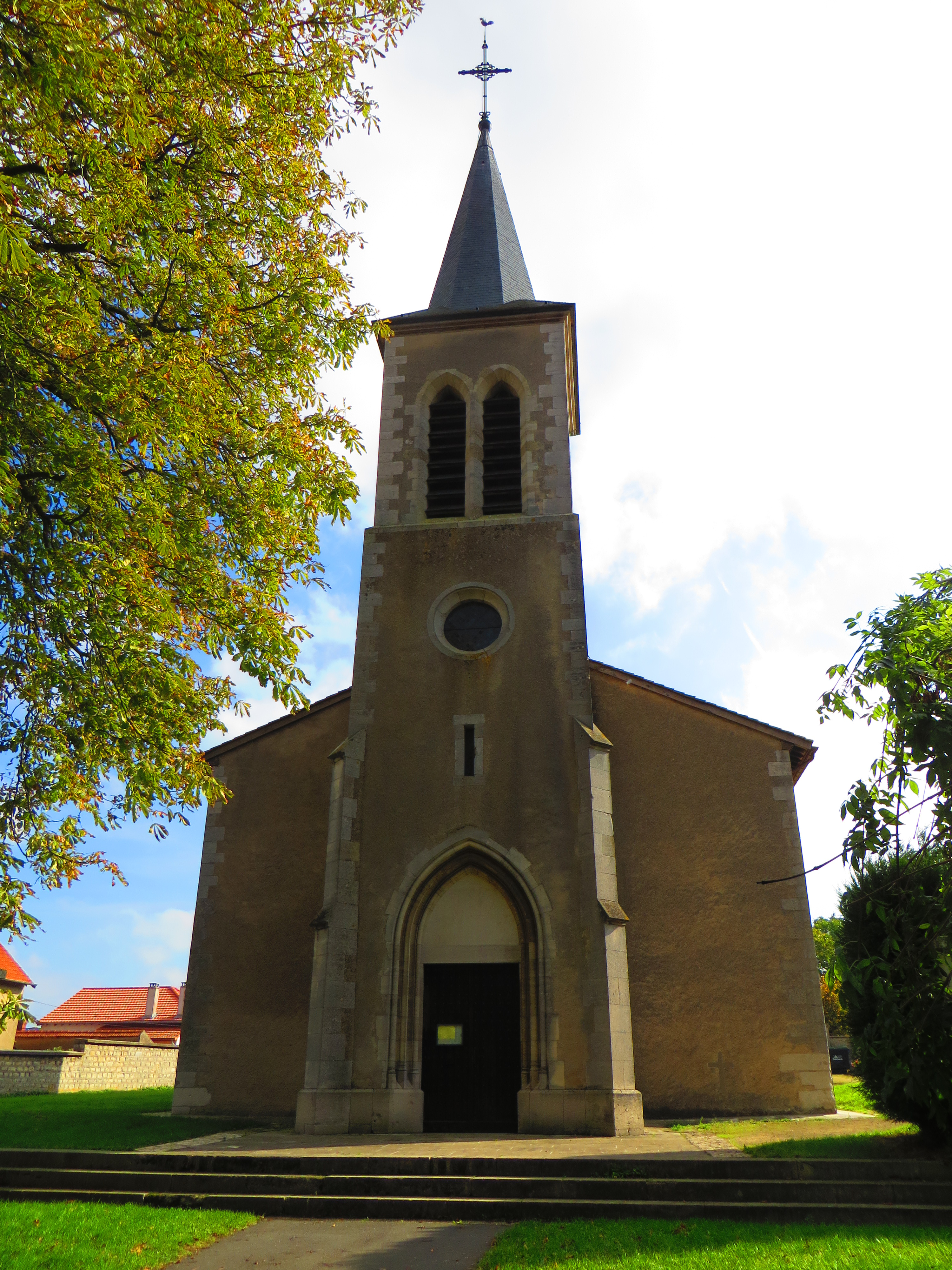
Kirche St. Margareta

Fossieux ist eine französische Gemeinde mit 186 Einwohnern (Stand 1. Januar 2022) im Département Moselle in der Region Grand Est (bis 2015 Lothringen). Sie gehört zum Arrondissement Sarrebourg-Château-Salins, zum Kanton Le Saulnois und zum Kommunalverband Saulnois.

## Geographie
Fossieux liegt 31 Kilometer südöstlich von Metz und 20 Kilometer nordöstlich von Nancy im Saulnois (Salzgau) am linken Ufer des Flüsschens Osson auf einer Höhe zwischen 189 und 258 Metern über dem Meeresspiegel zwischen den Nachbargemeinden Aulnois-sur-Seille im Norden, Chenicourt im Westen und Arraye-et-Han im Süden. Das Gemeindegebiet umfasst 5,1 km². Die Seille fließt westlich und südlich von Fossieux bei Chenicourt und Arraye-et-Han. Der nächste Flughafen ist der Flughafen Metz-Nancy-Lothringen, er liegt 15,4 Kilometer nordwestlich von Fossieux.

## Geschichte
Um 1286 war die Ortschaft ein Lehen von André d’Amance, Seigneur de Bioncourt. Die Pfarrei von Fossieux unterstand dem Erzpriester von Delme, der wiederum dem Bistum Metz unterstand. Seit dem 13. Jahrhundert hatte Delme die weltliche Gerichtsbarkeit über Fossieux inne. 1327, als hier ein Liétard als lothringischer Lehensträger auftrat,  wurde die Ortschaft als Foussues urkundlich erwähnt, 1339 als Foussuelz, 1427 als Foussuelx und 1612 als Foussieux. Im Jahr 1392 gab Bischof Rudolf von Coucy Fossieux als Lehen an Metzer Bürger, 1395 aber als Lehen an Lothringen. Im 16. Jahrhundert gehörte Fossieux zum Marquisat von Pont-à-Mousson und ab 1698 zur Bailliage von Nomeny, die 1718 aufgelöst wurde. Nomeny gehörte seit 1612 zum Herzogtum Lothringen.
Früher stand hier ein ansehnliches Schloss, das im 17. Jahrhundert zerstört wurde und von dem nur die Kirche überdauerte. Zwischen Fossieux und dem östlich gelegenen Nachbardorf Lemoncourt lag das schon 1121 genannte Dorf Doncourt, das eingegangen ist. Doncourt gehörte einst zum Besitz der Abtei Glandern in Longeville. Im 19. Jahrhundert waren noch Überreste von Doncourt vorhanden und in zeitgenössischen Karten verzeichnet. Unweit der Wüstung befindet sich die Quelle St. Margareta.
1793 erhielt die Ortschaft im Zuge der Französischen Revolution (1789–1799) den Status einer Gemeinde und 1801 das Recht auf kommunale Selbstverwaltung. Fossieux gehörte zum ehemaligen Département Meurthe.
Durch den Frankfurter Frieden vom 10. Mai 1871 kam die Region an das deutsche Reichsland Elsaß-Lothringen, und das Dorf wurde dem Kreis Château-Salins im Bezirk Lothringen zugeordnet. Die Dorfbewohner betrieben Getreide-, Wein-, Obst- und Gemüsebau und Schafzucht. Nach dem Ersten Weltkrieg musste die Region aufgrund der Bestimmungen des Versailler Vertrags 1919 an Frankreich abgetreten werden und wurde Teil des Département Moselle. Im Zweiten Weltkrieg war die Region von der deutschen Wehrmacht besetzt.
Fossieux gehörte als französischsprachige Ortschaft im Ersten Weltkrieg zu den 247 letzten Gemeinden, deren Name am 2. September 1915 eingedeutscht wurde. Der Name wurde zu „Fossingen“ geändert und war bis 1918 offizieller Ortsname.

### Bevölkerungsentwicklung
| Jahr      | 1962 | 1968 | 1975 | 1982 | 1990 | 1999 | 2007 | 2019 |
| --------- | ---- | ---- | ---- | ---- | ---- | ---- | ---- | ---- |
| Einwohner | 115  | 118  | 118  | 113  | 141  | 149  | 162  | 200  |

## Wappen
Das Wappen der Gemeinde ist silbern mit einem blauen Querbalken. Dies entspricht dem Wappen der Familie Amance de Bioncourt. Die metallische Farbe Silber wird in der Heraldik weiß dargestellt (Tingierung). Im oberen Bereich zeigt das Gemeindewappen zwei rote Eicheln und in der Spitze einen roten Drachen. Die Eicheln beziehen sich auf die Abtei Glandern, die früher auch Sankt Martin im Eichengrund genannt wurde (lat. glandes bedeutet Eicheln), in Longeville-lès-Saint-Avold, und der Drache ist ein Attribut der Schutzpatronin Margareta von Antiochia.

## Sehenswürdigkeiten
Die Kirche Sainte-Marguerite, ein spätgotischer Bau des  15. Jahrhunderts mit dreischiffigem Langhaus, wurde im 19. Jahrhundert umgebaut. Die Beschädigungen im Ersten Weltkrieg wurden behoben. Sie wurde 1920 als Monument historique klassifiziert.